# 페사로
페사로(Pesaro)는 아드리아해를 접하고 있고 마르케주에 있는 페사로에우르비노도의 도청 소재지이다. 2011년 조사에 따르면 인구는 95,000명이다. 주력 경제 항목은 가구제조와 관광업, 어업이다. 페사로는 로마인들이 청동기 문명을 지니던 피케니인들이 거주하던 북쪽 해안지역에 건설된 식민지 피사우룸(Pisauurum)에서 유래했다. 페사로는 또한 음악가 로시니의 고향이다.

## 자매 도시
| - 크로아티아 로빈 - 프랑스 낭테르 - 슬로베니아 류블랴나 - 영국 왓포드 | - 중국 친황다오 - 가자 지구 라파 - 니제르 케이타 |

## 같이 보기
- 알레산드로 스포르차
- 코스탄초 1세 스포르차
- 로마냐